# المبنى 11
كان المبنى 11 هو اسم مبنى من الطوب في أوشفيتز 1، أو Stammlager أو المعسكر الرئيسي لشبكة معسكرات الاعتقال في أوشفيتز. تم استخدام المبنى للإعدام والتعذيب. بين الكتلة العاشرة والحادية عشر، وقف جدار الموت (أعيد بناؤه بعد الحرب) حيث اصطف آلاف السجناء للإعدام رمياً بالرصاص. 
احتوت الكتلة على غرف تعذيب خاصة تم فيها تطبيق عقوبات مختلفة على السجناء. يمكن أن يشمل البعض البقاء في غرفة مظلمة لعدة أيام أو إجبارهم على الوقوف في واحدة من أربع زنزانات قائمة.  تتألف العقوبة في هذه المقصورات الخاصة ( متر مربع لكل منها مع فتحة للتنفس 5 × 5 سم)، من احتجاز أربعة سجناء، أجبرهم نقص المساحة على البقاء واقفين طوال الليل حتى عشرين ليلة، بينما لا يزالون مجبرين على العمل خلال النهار. 
في المربع 11، تم تنفيذ المحاولات الأولى لقتل الأشخاص الذين يعانون باستخدام زيكلون ب في سبتمبر 1941. 

## الاستجوابات
كما تم إجراء استجواب السجناء التي تنطوي على تعذيب شديد داخل المبنى 11، غالبًا باستخدام جهاز " Boger Swing "،  ( Boger-Schaukel ) الذي اخترعه فيلهلم بوغر، وهو ضابط في القوات الخاصة خدم في الإدارة السياسية في أوشفيتز. 